# Robert Vaden
Robert Anthony Vaden (Indianapolis, Indiana, 3 de marzo de 1985) es un exjugador de baloncesto estadounidense, profesional durante ocho temporadas. Con 1,96 metros de estatura, jugaba en la posición de escolta.

## Trayectoria deportiva

### Universidad
Tras jugar dos temporadas con los Hoosiers de la Universidad de Indiana, lo hizo durante otras dos con   los Blazers de la Universidad de Alabama en Birmingham, promediando en total 15,8 puntos, 4,8 rebotes y 2,3 asistencias por partido. En su primera temporada con los Hoosiers fue elegido en el mejor quinteto de novatos de la Big Ten Conference, tras promediar 10,2 puntos y 4,3 rebotes por partido. Tras ser transferido a los Blazers, en su primera temporada fue elegido mejor debutante y en el mejor quinteto de la Conference USA.

### Profesional
Fue elegido en la quincuagésimo cuarta posición del Draft de la NBA de 2009 por Charlotte Bobcats, equipo que traspasó sus derechos a Oklahoma City Thunder. Los Thunder no contaron con él, por lo que fichó por el Aget Imola de la liga italiana, donde juega una temporada en la que promedia 17,0 puntos y 3,6 rebotes por partido.
Tras regresar a su país y no encontrar hueco en los Thunder, entra en el Draft de la NBA Development League de 2014, siendo elegido en la séptima posición por Rio Grande Valley Vipers, pero al día siguiente es traspasado a Tulsa 66ers, filial de los Thunder, a cambio de Mustafa Shakur. Allí jugó una temporada, en la que promedió 10,4 puntos y 2,4 rebotes por partido. Nada más caer eliminados en los play-offs, los Thunder lo volvieron a llamar, pero no llegó a debutar en la temporada 2010-11 de la NBA. El 13 de diciembre de 2011 fue traspasado a los Minnesota Timberwolves, que inmediatamente le cortaron.